# Courting the widow
Courting the widow is het eerste studioalbum van Nad Sylvan uit 2015. Het is zijn eerste album dat via een platenlabel werd uitgebracht. Nadat Nad Sylvan de blikken op zich gericht had gekregen via optredens en opnamen van Unifaun en Agents of Mercy mocht hij van InsideOut Music zelf een album opnemen. Sylvan ging bezig in zijn eigen geluidsstudio. Hij schakelde vervolgens via internet allerlei artiesten in om hun in hun eigen studio opgenomen muziek toe te voegen.
De muziek op het album is in de trant van Genesis ten tijde van de The Lamb Lies Down on Broadway, het album dat Sylvan inspireerde om de muziek in te gaan. De aanvullende musici komen daarbij grotendeels uit de progressieve rock en hebben zijdelings allemaal wat te maken gehad met de muziek van Genesis. Uitzondering daarop is Steve Hackett, die ooit deel uitmaakte van de band. Het album heeft een centraal thema in de in vroeger tijden gemaakte scheepsreizen, een conceptalbum is het echter niet. Sylvan speelt zelf de rol van vampiraat, een kruising tussen vampier en piraat.

## Musici
- Nad Sylvan  – zang, toetsinstrumenten, gitaar

Met
- Steve Hackett – gitaar (1, 4, 8)
- Nick Beggs – basgitaar (1, 2, 3, 6, 8), zang (1, 4, 6, 7)
- Nick D'Virgilio – drumstel (1, 2, 4)
- Rob Townsend – dwarsfluit (1, 3), sopraansaxofoon (8)
- Jade Ell – zang (1, 3)
- Roger King – piano (2, 3)
- Gary O'Toole – drumstel (3)
- Jonas Reingold – basgitaar (4, 7)
- Doane Perry – zang – drumstel (6, 7, 8)
- Annbjorg Lien – viool (6)
- Lars Drugge – akoestische gitaar (6)
- Roine Stolt – gitaar (7)

## Muziek
Alle muziek  en teksten van Nad Sylvan

| Nr. | Titel | Duur  |
| --- | --- | ----- |
| 1.  | Carry me home | 7:19  |
| 2.  | Courting the widow | 6:13  |
| 3.  | Echoes of Ekwabet | 9:41  |
| 4.  | To turn the other side (I: Premonition, II: The divine source, III:Dreaming of Afar, IV: Marvels through an aural fire, V: Vaillain of the future World, VI: The portal, VII:on the other side, VIII: Lavender fields) | 22:05 |
| 5.  | Ship’s cat | 5:04  |
| 6.  | The killing of the calm | 5:34  |
| 7.  | Where the martyr carved his name | 7:45  |
| 8.  | Long slow crash landing | 6:34  |

Ship’s cat gaat over de scheepskat; Echoes of Ekwabet over de Indiaanse chief Ekwabet.